# Bleienbach
Bleienbach – gmina (niem. Einwohnergemeinde) w Szwajcarii, w kantonie Berno, w regionie administracyjnym Emmental-Oberaargau, w okręgu Oberaargau.

## Demografia
W Bleienbachu mieszkają 734 osoby. W 2020 roku 5,7% populacji gminy stanowiły osoby urodzone poza Szwajcarią.

## Transport
Przez teren gminy przebiega droga główna nr 240. Znajduje się tutaj również lotnisko Langenthal.